# غلة المحاصيل

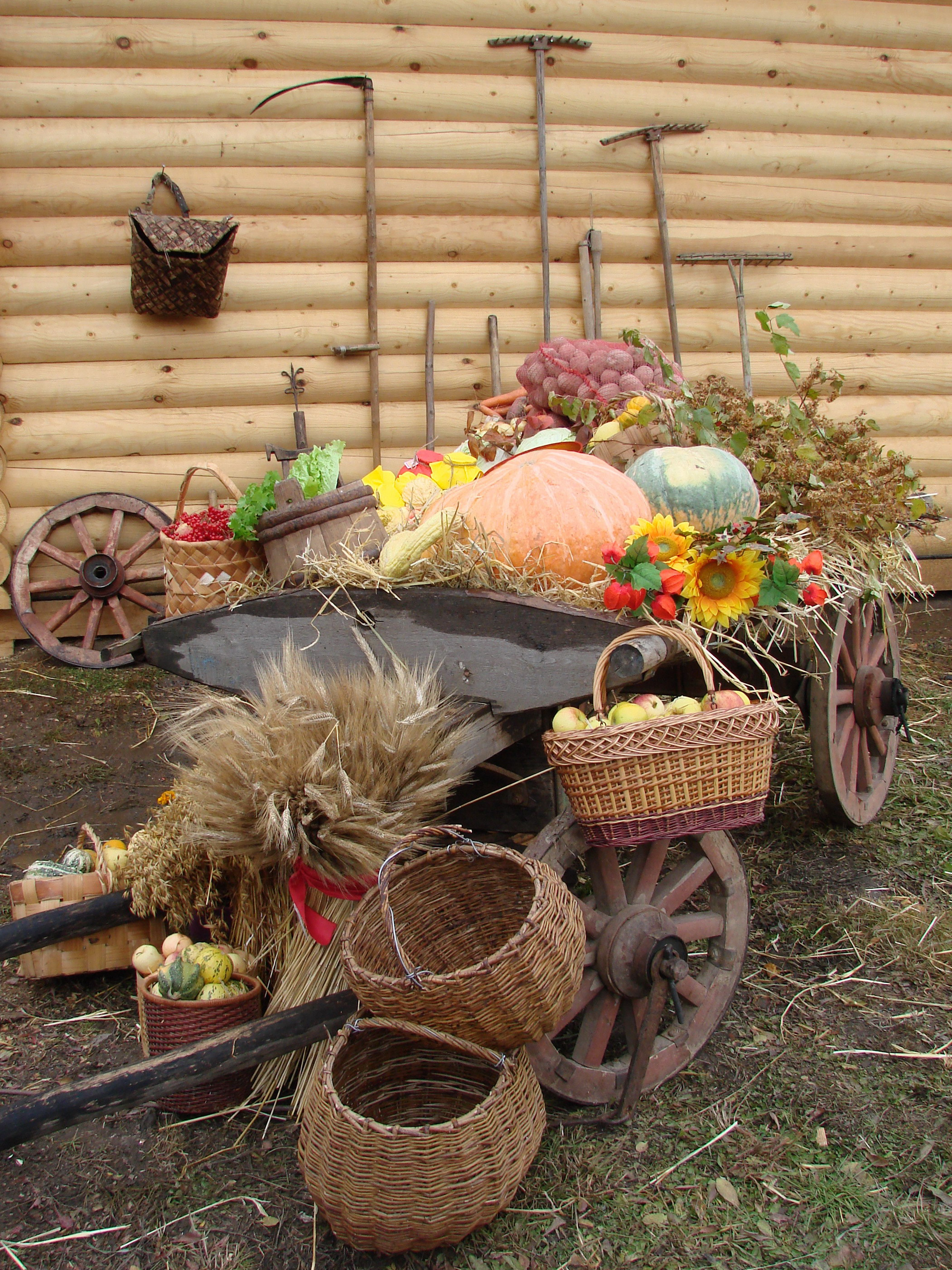

غلة المحاصيل في الزراعة، تشير «غلة المحاصيل» والتي يطلق عليها «الإنتاج الزراعي» إلي كلًا من مقياس المحصول لكل وحدة من مساحة الأراضي المزروعة أو جيل بذورمن نفس نوع النبات، على سبيل المثال إذا حُصِدَت ثلاث حبات لكل بذرة، فنتاج المحصول هو 1:3ويعتبر هذا الرقم من قبل المهندسين الزراعين الحد اللأدنى للحفاظ علي حياة الإنسان.
حيث يجب وضع واحدة من البذور الثلاثة جانبًا لموسم الزراعة القادم، ويستهلك المزارع الإثنين المتبقين فحسب. أو واحدة للإستهلاك البشري والأخرى لتغذية الماشية. ومع زيادة الفائض، وكلما زادت الثروة الحيوانية والحفاظ عليها وبالتالي زيادة رفاهية المزارع الاقتصادية والجسدية ورفاهية عائلته.
وذلك بالمقابل نتج عنه تحسين قدرة التحمل والصحة بشكل أفضل والعمل بكفاءة أكبر. بالإضافة إلى أنه كلما زاد الفائض كلما زادت الثروة الحيوانية كالأحصنة والثيران الي تُدعم وتُسخر للعمل وتوفير الروث وبالتالي تخفف أعباء المزارع.
وتعني زيادة غلة المحاصيل إلى أن هناك حاجة إلي عدد قليل من الأيدي العاملة في المزرعة، وبذلك تتحررالصناعة والتجارة، وهنا بدوره أدى إلى تشكيل ونمو المدن. وبتشكيل ونمو المدن فهذا يعني زيادة الطلب على الطعام من قبل غير المزارعين واستعدادهم لدفع المال لذلك، وذلك بدوره أدى المزارع للابتكار والزراعة المكثقفة.
الطلب /إنشاء أدوات زراعية جديدة أوتحسينها والبحث عن البذور المحسنة التي حسنت غلة المحاصيل مما يسمح للمزارع بزيادة دخله عن طريق جلب المزيد من الطعام لغير المزارع (المدينة). وهكذا يُسْمَحُ للمزارع لرفع دخله لمزيد من المواد الغذائية للاسواق التجارية.